# Ethiopië op de Olympische Zomerspelen 2012
Ethiopië nam deel aan de Olympische Zomerspelen 2012 in Londen, Verenigd Koninkrijk.

## Medailleoverzicht
| Sport    | Olympiër          | Onderdeel              | Medaille |
| -------- | ----------------- | ---------------------- | -------- |
| Atletiek | Meseret Defar     | 5000m (v)              | Goud     |
| Atletiek | Tirunesh Dibaba   | 10000m (v)             | Goud     |
| Atletiek | Tiki Gelana       | marathon (v)           | Goud     |
| Atletiek | Dejen Gebremeskel | 5000m (m)              | Zilver   |
| Atletiek | Sofia Assefa *    | 3000m steeplechase (v) | Zilver   |
| Atletiek | Tariku Bekele     | 10000m (m)             | Brons    |
| Atletiek | Tirunesh Dibaba   | 5000m (v)              | Brons    |
| Atletiek | Abeba Aregawi *   | 1500 m (v)             | Brons    |

* Het oorspronkelijke medaille resultaat (3-1-3) werden later alsnog aangepast (naar 3-2-3) vanwege diskwalificaties van de gouden medaille winnares op de 3000 meter steeplechase vrouwen en twee medaillewinnaressen op de 1500 meter vrouwen.

## Deelnemers en resultaten
(m) = mannen, (v) = vrouwen

### Atletiek
| Olympiër                    | Onderdeel                | Resultaat | Prestatie                                                                       |
| --------------------------- | ------------------------ | --------- | ------------------------------------------------------------------------------- |
| Bereket Desta               | 400m (m)                 | 41e       | serie 2: 7de in 47,40                                                           |
| Mohammed Aman               | 800m (m)                 | 6e        | serie 6: 1ste in 1.47,34 halve finale 3: 1ste in 1.44,34 finale: 6de in 1.43,20 |
| Mekonnen Gebremedhin        | 1500m (m)                | 6e        | serie 1: 2de in 3.36,56 halve finale 1: 3de in 3.42,93 finale: 6de in 3.35,44   |
| Dawit Wolde                 | 1500m (m)                | 31e       | serie 2: 10de in 3.41,81                                                        |
| Aman Wote                   | 1500m (m)                | 30e       | serie 3: 8ste in 3.41,67                                                        |
| Yenew Alamirew              | 5000m (m)                | 12e       | serie 2: 2de in 13.15,39 finale: 12de in 13.49,68                               |
| Dejen Gebremeskel           | 5000m (m)                | Zilver    | serie 2: 1ste in 13.15,15 finale: 2de in 13.41,98                               |
| Hagos Gebhriwet             | 5000m (m)                | 11e       | serie 1: 5de in 13.26,16 finale: 11de in 13.49,59                               |
| Kenenisa Bekele             | 10000m (m)               | 4e        | 27.32,44                                                                        |
| Tariku Bekele               | 10000m (m)               | Brons     | 27.31,43                                                                        |
| Gebre-egziabher Gebremariam | 10000m (m)               | 8e        | 27.36,34                                                                        |
| Roba Gari                   | 3000m steeplechase (m)   | 4e        | serie 3: 1ste in 8.20,68 finale: 4de in 8.20,00                                 |
| Berhanu Getaneh             | 3000m steeplechase (m)   | DNF       | serie 2: niet gefinisht                                                         |
| Nahom Mesfin                | 3000m steeplechase (m)   | 12e       | serie 1: 5de in 8.18,16 finale: 12de in 8.35,12                                 |
| Ayele Abshero               | marathon (m)             | DNF       | niet gefinisht                                                                  |
| Getu Feleke                 | marathon (m)             | DNF       | niet gefinisht                                                                  |
| Dino Sefer                  | marathon (m)             | DNF       | niet gefinisht                                                                  |
|                             |                          |           |                                                                                 |
| Fantu Magiso                | 800m (v)                 | DNS       | niet gestart                                                                    |
| Abeba Aregawi               | 1500m (v) *              | 5e        | serie 1: 1ste in 4.04,55 halve finale 2: 1ste in 4.01,03 finale: 5de in 4.11,03 |
| Meskerem Assefa             | 1500m (v) *              | 36e       | serie 2: 9de in 4.15,52                                                         |
| Genzebe Dibaba              | 1500m (v) *              | 26e       | serie 3: 10de in 4.11,15                                                        |
| Gelete Burka                | 5000m (v)                | 5e        | serie 2: 1ste in 15.01,44 finale: 5de in 15.10,66                               |
| Meseret Defar               | 5000m (v)                | Goud      | serie 1: 2de in 14.58,70 finale: 1ste in 15.04,25                               |
| Tirunesh Dibaba             | 5000m (v)                | Brons     | serie 1: 1ste in 14.58,48 finale: 3de in 15.05,15                               |
| Tirunesh Dibaba             | 1.000m (v)               | Goud      | 30.20,75                                                                        |
| Werknesh Kidane             | 1.000m (v)               | 4e        | 30.39,38                                                                        |
| Belaynesh Oljera            | 1.000m (v)               | 5e        | 30.45,56                                                                        |
| Sofia Assefa                | 3000m steeplechase (v) * | Brons     | serie 2: 1ste in 9.25,42 finale: 3de in 9.09,84                                 |
| Hiwot Ayalew                | 3000m steeplechase (v) * | 5e        | serie 3: 1ste in 9.24,01 finale: 5de in 9.12,98                                 |
| Etenesh Diro                | 3000m steeplechase (v) * | 6e        | serie 1: 2de in 9.25,31 finale: 6de in 9.19,89                                  |
| Mare Dibaba                 | marathon                 | 23e       | 2:28.48                                                                         |
| Tiki Gelana                 | marathon                 | Goud      | 2:23.07                                                                         |
| Aselefech Mergia            | marathon                 | 42e       | 2:32.03                                                                         |

* Resultaten van voor de latere diskwalificaties op deze onderdelen; zie noot bij medaille overzicht.

### Zwemmen
| Olympiër               | Onderdeel          | Resultaat | Prestatie              |
| ---------------------- | ------------------ | --------- | ---------------------- |
| Mulualem Girma Teshale | 50m vrije slag (m) | 57e       | serie 2: 7de in 28,99  |
|                        |                    |           |                        |
| Yanet Seyoum           | 50m vrije slag (v) | 65e       | serie 3: 8ste in 32,41 |

Afghanistan · Albanië · Algerije · Amerikaanse Maagdeneilanden · Amerikaans-Samoa · Andorra · Angola · Antigua en Barbuda · Argentinië · Armenië · Aruba · Australië · Azerbeidzjan · Bahama's · Bahrein · Bangladesh · Barbados · België · Belize · Benin · Bermuda · Bhutan · Bolivia · Bosnië en Herzegovina · Botswana · Brazilië · Britse Maagdeneilanden · Brunei · Bulgarije · Burkina Faso · Burundi · Cambodja · Canada · Centraal-Afrikaanse Republiek · Chili · China · Chinees Taipei · Colombia · Comoren · Congo-Brazzaville · Congo-Kinshasa · Cookeilanden · Costa Rica · Cuba · Cyprus · Denemarken · Djibouti · Dominica · Dominicaanse Republiek · Duitsland · Ecuador · Egypte · El Salvador · Equatoriaal-Guinea · Eritrea · Estland · Ethiopië · Fiji · Filipijnen · Finland · Frankrijk · Gabon · Gambia · Georgië · Ghana · Grenada · Griekenland · Groot-Brittannië · Guam · Guatemala · Guinee · Guinee‑Bissau · Guyana · Haïti · Honduras · Hongarije · Hongkong · Ierland · IJsland · India · Indonesië · Irak · Iran · Israël · Italië · Ivoorkust · Jamaica · Japan · Jemen · Jordanië · Kaaimaneilanden · Kaapverdië · Kameroen · Kazachstan · Kenia · Kirgizië · Kiribati · Koeweit · Kroatië · Laos · Lesotho · Letland · Libanon · Liberia · Libië · Liechtenstein · Litouwen · Luxemburg · Macedonië · Madagaskar · Malawi · Maldiven · Maleisië · Mali · Malta · Marshalleilanden · Marokko · Mauritanië · Mauritius · Mexico · Micronesië · Moldavië · Monaco · Mongolië · Montenegro · Mozambique · Myanmar · Namibië · Nauru · Nederland · Nepal · Nicaragua · Nieuw-Zeeland · Niger · Nigeria · Noord-Korea · Noorwegen · Oeganda · Oekraïne · Oezbekistan · Oman · Oostenrijk · Oost-Timor · Pakistan · Palau · Palestina · Panama · Papoea-Nieuw-Guinea · Paraguay · Peru · Polen · Portugal · Puerto Rico · Qatar · Roemenië · Rusland · Rwanda · Saint Kitts en Nevis · Saint Lucia · Saint Vincent en Grenadines · Salomonseilanden · Samoa · San Marino · Sao Tomé en Principe · Saoedi-Arabië · Senegal · Servië · Seychellen · Sierra Leone · Singapore · Slovenië · Slowakije · Soedan · Somalië · Spanje · Sri Lanka · Suriname · Swaziland · Syrië · Tadzjikistan · Tanzania · Thailand · Togo · Tonga · Trinidad en Tobago · Tsjaad · Tsjechië · Tunesië · Turkije · Turkmenistan · Tuvalu · Uruguay · Vanuatu · Venezuela · Verenigde Arabische Emiraten · Verenigde Staten · Vietnam · Wit-Rusland · Zambia · Zimbabwe · Zuid-Afrika · Zuid-Korea · Zweden · Zwitserland · Onafhankelijke atleten